# 崛起 (政黨)
民族革新者党（葡萄牙語：Partido Nacional Renovador，發音：[pɐɾˈtiðu nɐsiuˈnaɫ ʁɨnuvɐˈðoɾ]，缩写为PNR）是葡萄牙的一个极右翼极端民族主义政党。

## 历史
该党成立于2000年2月。

## 争议
尽管该党过去没有拒绝与所谓的新纳粹种族主义运动有联系，但它声称自己是政治迫害的目标。该组织的一些前成员年轻时曾因种族歧视和暴力犯罪而被定罪，比如在里斯本出于种族动机谋杀了阿尔辛多•蒙泰罗，因为他们与葡萄牙锤皮党等极右翼武装组织有联系。然而，近年来，该党驱逐了与这类组织有联系的党员，因此，前葡萄牙锤皮党领导人马里奥·马查多决定建立一个新政党，即新社会秩序。

## 选举结果
在2005年的议会选举中，该党获得的选票仅略低于0.2%，未能以较大优势选出任何一名议会代表。在2009年的欧洲选举中，该党获得了约1.3万张选票，得票率为0.37%，在里斯本和塞图巴尔地区的得票率更高。2015年是全党得票最多的一年，共获得27269张选票。与2011年相比增长了50%多一点。